# Klukas
Klukas je bio jedan od petorice braće (Lobel, Kosjenc, Muhlo i Hrvat) koji su, prema narodnoj predaji, s dvije sestre (Tugom i Bugom) doveli Hrvate iz Bijele Hrvatske u današnju Hrvatsku. Predaja je zabilježena u 30. poglavlju djela Konstantina VII. Porfirogeneta O upravljanju carstvom.
U Vrlici postoji predaja kako je Klukas stigao u to mjesto i osnovao naselje Vrh Rika.

## Vanjske poveznice

### Ostali projekti
|  | Wikizvor ima izvorni tekst O upravljanju carstvom/Gl. XXX. Priča o provinciji Dalmaciji |